# Neuralgische Schulteramyotrophie
Die Neuralgische Schulteramyotrophie (eigentlich: Schultermyatrophie durch den englischen Sprachgebrauch ist auch die Bezeichnung Parsonage-Turner-Syndrom üblich) ist eine neurologische Erkrankung. Es handelt sich dabei um eine nicht erbliche Form der neuralgischen Amyotrophie.
Es besteht eine Assoziation mit der Hepatitis E.

## Aetiologie
Der Prozess ist eine entzündliche Mononeuropathie oder multiple Mononeuropathien, wobei vorwiegend Nerven vom Plexus brachialis stammend tangiert werden. Das Vorkommen einer direkten Beteiligung des Plexus brachialis wird eher als eine Seltenheit betrachtet.
Die Entzündungen jeglicher Art (nach Infekt, Impfung, Entbindungen, Unfälle, Operation) führen im Verlauf zu sanduhrförmigen Einschnürungen, lokalen Konstriktionen und Torsionen des Nervs oder nur einzelner Faszikel.

## Symptome
Erstes Symptom ist ein heftiger, reißender Schmerz im Schulter- und Oberarmbereich, der einige Tage anhält. In der Folge kommt es schnell zu oft ausgeprägten Lähmungen der Schulter- und Oberarmmuskulatur. Besonders betroffen ist der Musculus deltoideus, daneben auch die Musculi supraspinatus, infraspinatus, serratus anterior und trapezius, manchmal auch der Bizeps oder das Zwerchfell. Bewegungen wie das Abspreizen oder Heben des Armes sind erheblich eingeschränkt oder unmöglich. Schnell wird auch eine Atrophie der denervierten Muskulatur sichtbar. Sensibilitätsstörungen sind meist nicht sehr ausgeprägt und können auch fehlen. Ein typisches Bild ist auch ein hervorstehendes Schulterblatt (Scapula alata) bei bestimmten Bewegungsabläufen.

## Diagnose
Die klassischen klinischen Untersuchungen wurden mit hocheffektiven Methoden ergänzt. Die EMG spielt eine bedeutende Rolle, man kann die radikulären von den peripheren Nervenläsionen differenzieren und auch subklinisch betroffene Muskel identifizieren. Mit der hochauflösenden Nervensonographie und der MR-Neurographie stehen sehr hilfreiche bildgebende Verfahren auch zur Verfügung.

## Therapie und Prognose
Die übliche konservative Behandlung sollte zu der der Indikation zur Operation führen, wenn (sub-)Totale neurologische Ausfälle im EMG und eine Einschnürung am Nerv nachgewiesen werden.
Da die Krankheit bei einem erheblichen Anteil der Patienten zu dauerhaften motorischen Defiziten führen kann, ist eine frühzeitige operative Behandlung (Epineurotomie, Perineurotomie, End-zu-End-Naht, autologe Transplantation) zu empfehlen.